# Saint-Germain-le-Châtelet
Saint-Germain-le-Châtelet és un municipi francès situat al departament del Territori de Belfort i a la regió de Borgonya - Franc Comtat. L'any 2007 tenia 601 habitants.

## Demografia

### Població
El 2007 la població de fet de Saint-Germain-le-Châtelet era de 601 persones. Hi havia 218 famílies de les quals 32 eren unipersonals (8 homes vivint sols i 24 dones vivint soles), 81 parelles sense fills, 93 parelles amb fills i 12 famílies monoparentals amb fills.
La població ha evolucionat segons el següent gràfic:
Habitants censats

### Habitatges
El 2007 hi havia 244 habitatges, 227 eren l'habitatge principal de la família, 3 eren segones residències i 14 estaven desocupats. 220 eren cases i 23 eren apartaments. Dels 227 habitatges principals, 199 estaven ocupats pels seus propietaris, 25 estaven llogats i ocupats pels llogaters i 2 estaven cedits a títol gratuït; 6 tenien dues cambres, 22 en tenien tres, 43 en tenien quatre i 155 en tenien cinc o més. 203 habitatges disposaven pel capbaix d'una plaça de pàrquing. A 76 habitatges hi havia un automòbil i a 141 n'hi havia dos o més.

### Piràmide de població
La piràmide de població per edats i sexe el 2009 era:
| Homes | Edats   | Dones |
| ----- | ------- | ----- |
| 0     | 95 o +  | 0     |
| 0     | 90 a 94 | 0     |
| 0     | 85 a 89 | 4     |
| 0     | 80 a 84 | 0     |
| 4     | 75 a 79 | 8     |
| 4     | 70 a 74 | 16    |
| 12    | 65 a 69 | 16    |
| 28    | 60 a 64 | 0     |
| 16    | 55 a 59 | 20    |
| 4     | 50 a 54 | 16    |
| 24    | 45 a 49 | 24    |
| 28    | 40 a 44 | 28    |
| 20    | 35 a 39 | 28    |
| 12    | 30 a 34 | 12    |
| 20    | 25 a 29 | 16    |
| 4     | 20 a 24 | 8     |
| 16    | 15 a 19 | 0     |
| 20    | 10 a 14 | 36    |
| 24    | 5 a 9   | 20    |
| 20    | 0 a 4   | 16    |

## Economia
El 2007 la població en edat de treballar era de 387 persones, 300 eren actives i 87 eren inactives. De les 300 persones actives 281 estaven ocupades (129 homes i 152 dones) i 19 estaven aturades (9 homes i 10 dones). De les 87 persones inactives 41 estaven jubilades, 25 estaven estudiant i 21 estaven classificades com a «altres inactius».

### Ingressos
El 2009 a Saint-Germain-le-Châtelet hi havia 224 unitats fiscals que integraven 622 persones, la mediana anual d'ingressos fiscals per persona era de 21.014 €.

### Activitats econòmiques
Dels 13 establiments que hi havia el 2007, 1 era d'una empresa de fabricació d'altres productes industrials, 2 d'empreses de construcció, 3 d'empreses de comerç i reparació d'automòbils, 1 d'una empresa d'informació i comunicació, 2 d'empreses financeres, 2 d'empreses immobiliàries i 2 d'empreses de serveis.
L'únic servei als particulars que hi havia el 2009 era un taller de reparació d'automòbils i de material agrícola.
L'únic establiment comercial que hi havia el 2009 era una fleca.
L'any 2000 a Saint-Germain-le-Châtelet hi havia 10 explotacions agrícoles.

## Equipaments sanitaris i escolars
El 2009 hi havia una escola elemental integrada dins d'un grup escolar amb les comunes properes formant una escola dispersa.

## Poblacions més properes
El següent diagrama mostra les poblacions més properes.